# Martinovići (Plav)
Pour les articles homonymes, voir Martinovići.
Martinovići (en serbe cyrillique : Мартиновићи; en albanais : Martinaj) est un village du nord-est du Monténégro, dans la municipalité de Plav.

## Démographie

### Évolution historique de la population
| 1948 | 1953 | 1961 | 1971 | 1981 | 1991 | 2003 |
| ---- | ---- | ---- | ---- | ---- | ---- | ---- |
| 354  | 508  | 592  | 685  | 842  | 722  | 689  |